# Клён сахарный
Клён сахарный (лат. Ácer sáccharum) — листопадное дерево семейства Сапиндовые (Sapindaceae), произрастающее в восточной части Северной Америки.
Стилизованное изображение листа сахарного клёна занимает центральную часть на государственном флаге Канады, он также является символом этой страны.

## Распространение
Родиной является Северная Америка, распространён на обширной территории востока США и Канады от Новой Шотландии и Нью-Брансуика на запад до канадских провинций Онтарио и Манитоба, далее на юг через Миннесоту и Канзас до северного Техаса, оттуда на восток до Джорджии.
Растёт на различных природных ландшафтах, доминирует или выступает одним из доминантов в широколиственных и смешанных мезофитных лесах. Содоминантами сахарного клёна обычно выступают бук крупнолистный (Fagus grandifolia), липа американская (Tilia americana) и различные виды берёзы (Betula spp.)

## Ботаническое описание
Листопадное дерево 25—37(40) м высотой и 76—91 см в диаметре с густой, раскидистой кроной. Кора от светло-серой до серо-коричневой, грубая, с глубокими трещинами, с возрастом темнеет. Ветки блестящие, красно-коричневые. Имеет довольно глубокую корневую систему с большим разветвлением.
Листья простые, супротивные, на длинных черешках, длиной 5—11 см и примерно такой же ширины, с пятью неглубокими, тупоконечными или коротко-заострёнными лопастями, с шероховатыми зубчатыми краями, в верхней части гладкие и тёмно-зелёные, снизу более или менее шершавые и бледные. Осенью становятся ярко-красными, жёлтыми или оранжевыми.
Цветки маленькие, зеленовато-жёлтые, на длинных черешках, собраны гроздьями в кисть. Каждая гроздь содержит в себе 8—14 цветков. Большинство деревьев двудомные — несут на себе либо мужские, либо женские цветки, но у некоторых встречаются как те, так и другие — иногда разделены на разных ветках. Плод — крылатка, состоящая из двух половинок — семян с крылышками, каждая из которых 2—2,5 см длиной. Крылатка сидит на длинном красном либо красно-коричневом черешке.
В условиях Ростовской области сумма эффективных температур для начала цветения 111,8±2,2 °С, а для окончание цветения 185,1±5,7 °С.
Долгоживущее растение, деревья живут 300—400 лет.

### Отличия от схожих видов
По морфологическим признакам схож с клёном остролистным (Acer platanoides). Отличить их можно по соку, выделяемому из черешков листьев. У сахарного клёна он прозрачный, а у остролистного имеет молочный цвет. Осенние листья остролистного клёна чаще всего окрашены в простой жёлтый цвет, оранжевые и красные оттенки для него нехарактерны. В противоположность им, листья сахарного клёна гораздо ярче окрашены в оранжевый. Кора сахарного клёна более грубая и шероховатая, тогда как у остролистного клёна имеются лишь узкие трещины. Листья сахарного клёна имеют более треугольную форму, тогда как у остролистного они более разлаписты. Семена у сахарного клёна шаровидные, у остролистного — приплюснутые.

## Таксономия
Acer saccharum Marshall Arbustrum Americanum 4. 1785 Архивная копия от 31 мая 2019 на Wayback Machine.

### Синонимы

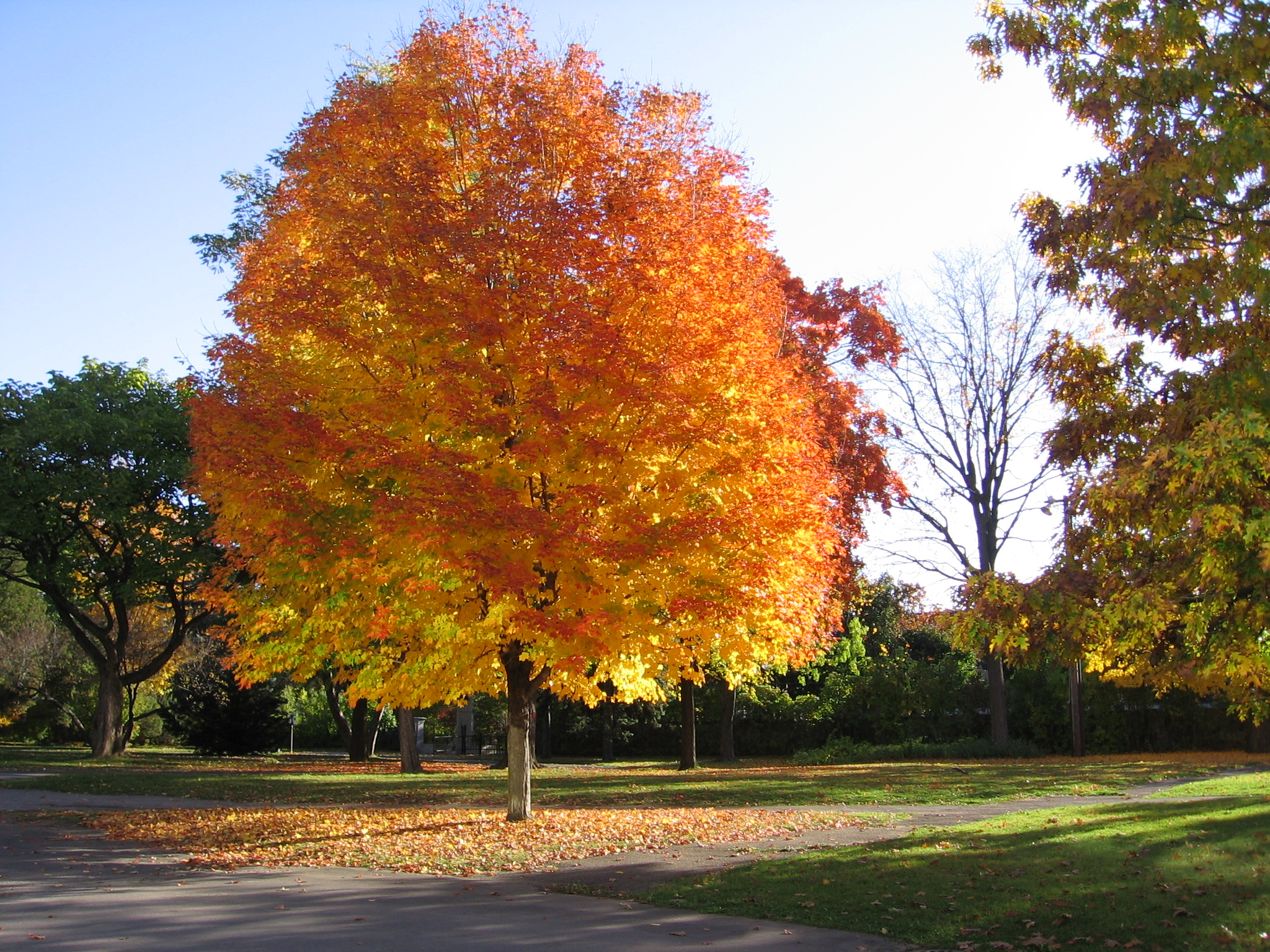
Клён сахарный осенью

- Acer hispidum Schwer.
- Acer palmifolium Borkh.
- Acer saccharophorum K.Koch
- Acer saccharinum Wangenh.
- Acer subglaucum Bush
- Acer treleaseanum Bush

### Разновидности
Выделяют несколько подвидов и разновидностей, которые в некоторых источниках рассматриваются как самостоятельные виды. 
- Acer saccharum subsp. saccharum
- Acer saccharum subsp. floridanum (Chapm.) Desmarais
  - [syn.  Acer barbatum Michx.]
  - [syn.  Acer floridanum — (Chapm.) Pax]
- Acer saccharum subsp. grandidentatum (Torr. & A.Gray) Desmarais. Осенние листья жёлто-пурпурные[3].
  - [syn.  Acer grandidentatum Nutt. — Клён крупнозубчатый]
  - [syn.  Acer mexicanum A.Gray]
- Acer saccharum subsp. leucoderme (Small) Desmarais. Кора ствола бело-серая. По сравнению с типовой формой листья более мелкие и густо опушены снизу. Осенние листья оранжево-красные[3].
  - [syn.  Acer leucoderme — Small]
- Acer saccharum subsp. nigrum (F.Michx.) Desmarais. Листья летом тёмно-зелёные, осенью жёлто-пурпурные[3].
  - [syn.  Acer nigrum F.Michx.]
- Acer saccharum subsp. ozarkense A.E.Murray[4]
- Acer saccharum subsp. skutchii (Rehder) A.E.Murray
  - [syn.  Acer skutchii — Rehder]
- Acer saccharum var. rugelii (Pax) Rehder
- Acer saccharum var. schneckii Rehder
- Acer saccharum var. sinuosum (Rehder) Sarg.

## Сорта

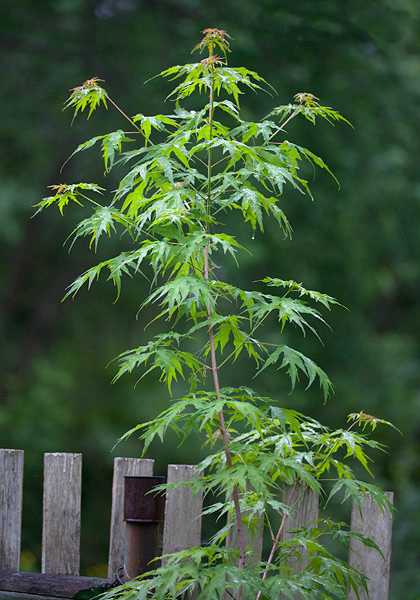
Acer saccharum 'Brocade'

- 'Adirondak'. Листья тёмно-зелёные, осенние листья жёлто-оранжевые[3].
- 'Apollo'. Осенние листья жёлто-пурпурные[3].
- 'Arbusculum'. Осенние листья красно-малиновые[3].
- 'Arrowhead'. Осенние листья жёлто-пурпурные[3].
- 'Autumn Faith'. Распускающиеся листья от бронзово-оранжевых, до бронзово-красных. Летом тёмно-зелёные, осенью жёлто-оранжевые[3].
- 'Autumn Splendor'. Кора ветвей жёлто-оранжевая. Осенние листья жёлто-пурпурные[3].
- 'Bakharl'. Осенние листья жёлто-пурпурные[3].
- 'Bakrise'. Осенние листья красно-малиновые[3].
- 'Bell Tower'. Осенние листья жёлто-оранжевые[3].
- 'Brocade'. Обнаружен около англ. Croton Falls, штат Нью-Йорк в 1974 году. Регистратор: англ. J. D. Vertrees OR USA, 1980 г[5]. Дерево 5—10 м[3]. Данная форма отличается очень глубоко надрезанными светло-зелёными, осенью жёлто-оранжевыми листьями. Зоны морозостойкости: 4—8. В молодом возрасте требует формирования кроны. К почвам не требователен[6][7].
- Bonfire™. Высота 6—18 м. Быстро растет. Листья блестящие. Осенняя окраска листьев оранжево-красная, или жёлто-пурпурные[8].
- 'Cary'. Осенние листья жёлто-пурпурные[3].
- 'Commemoration'. Листья блестящие. Осеннюю окраску приобретают раньше других сортов, осенние листья жёлто-пурпурные[3].
- Crescendo™ (ошибочное название: 'Creescendo'). Высота 6—18 м. Тёмно-зелёная листва летом, оранжево-красная осенью. Более устойчивой к засухе, чем другие сорта этого вида. Зоны морозостойкости от 3 до более тёплых[3][9].
- 'Davey'. Крона красивая и мощная. Осенние листья жёлто-оранжевые[3].
- 'Eagle Claw'. Листья тёмно-зелёные[3].
- 'Endowment'. Осенние листья жёлто-пурпурные[3].
- 'Fairview'. Листья тёмно-зелёные, до изумрудных. Осенние листья жёлто-оранжевые[3].
- Fall Fiesta™ (syn. 'Bailsta'). Высота 6—18 м. Отличается быстрым ростом. Листва толстая, кожистая, осенью ярко-красная, жёлтая и оранжевая. Осенние листья жёлто-пурпурные[3]. Зоны морозостойкости от 3 до более тёплых[10].
- 'Fiddler’s Creek'. Осенние листья жёлтые[3].
- 'Flax Hill Majesty'. Осенние листья оранжево-красные[3].
- 'Globosum'. Осенние листья жёлто-пурпурные[3].
- 'Goldspire'. Осенние листья жёлто-оранжевые[3].
- Green Mountain®. Высота 6—18 м. Крона вертикальная, овальная. Листья относительно большие, толстые с более толстой кожицей. Осенняя окраска листьев оранжевая и алая. Зоны морозостойкости от 3 до более тёплых[11]. Согласно другому источнику, осенняя окраска листьев жёлто-пурпурная[3].
- 'Greencolumn'. Осенние листья жёлто-пурпурные[3].
- 'Harvest Moon'. Осенние листья оранжево-красные[3].
- 'John Pair'. Осенние листья красно-малиновые, долго не опадают[3].
- 'Johnnycake'. Осенние листья оранжево-красные, по сравнению с типовой формой листья более крупные[3].
- 'Lanco Columnar'. Листья блестящие, осенью жёлто-пурпурного цвета[3].
- 'Lee’s Red'. Осенние листья красно-малиновые[3].
- 'Legacy'. Высота 6—18 м. Крона симметричная, овальная. Отличается быстрым ростом. Осенняя окраска листьев красно-оранжевая. Зоны морозостойкости от 3 до более тёплых[12]. Согласно другому источнику, листья блестящие, осенью жёлто-пурпурного цвета[3].
- 'Louisa Lad'. Осенние листья жёлто-пурпурные[3].
- 'Marshall'. Осенние листья жёлто-пурпурные[3].
- 'Milane's Dwarf' (syn. 'Millanes Dwarf'). Высота 3,6—10 м. Медленно растущая форма. Хорошо подходит для фигурной стрижки. Осенняя окраска листьев оранжево-красная. Зоны морозостойкости от 4 до более тёплых[13]. Согласно другому источнику, осенние листья жёлто-оранжевые[3].
- 'Monumentale'. Высота 3—18 м. Крона узкая, вертикальная. Можно поддерживать ширину кроны на уровне 180 см. Осенняя окраска листьев жёлто-оранжевая. Хорошо подходит для создания живой изгороди. Зоны морозостойкости от 3 до более тёплых[14].
- 'Morgan'. Осенние листья оранжево-красные[3].
- 'Mountain Park'. Осенние листья оранжево-красные[3].
- 'Newton Sentry'. Осенние листья жёлто-пурпурные[3].
- 'Oktober Sunrise'. Осенние листья оранжево-красные[3].
- 'Powhattan'. Осенние листья жёлто-оранжевые[3].
- 'Rocky Mountain Glow'. По сравнению с типовой формой листья более мелкие и летом тёмно-зелёные, осенью жёлто-пурпурные[3].
- 'Rubellum'. Осенние листья красно-малиновые[3].
- 'Seneca Chief'. Осенние листья жёлто-оранжевые[3].
- 'Senecaensis'. Осенние листья жёлто-пурпурные[3].
- 'Shawnee'. Осенние листья жёлтые[3].
- 'Skybound'. Осенние листья жёлто-пурпурные[3].
- 'Slavin’s Upright'. Осенние листья жёлто-пурпурные[3].
- 'Steeple'. Осенние листья жёлто-пурпурные[3].
- 'Sugar Cone'. Осенние листья жёлтые[3].
- 'Summer  Proof'. Крона красивая и мощная. Осенняя листва жёлто-пурпурная[3].
- 'Sweet Shadow'. Осенние листья жёлто-пурпурные[3].
- 'Temple’s Upright'. Распускающиеся листья от розовых, до красных. Летом блестящие, осенью жёлто-пурпурного цвета[3].
- 'Unity'. Осенние листья жёлто-пурпурные[3].
- 'Wright Brothers'. Осенние листья жёлто-пурпурные[3].

Некоторые формы имеют очень похожие описания и требуют изучения. Возможно это связано с недостатком сведений о них. Некоторые очень близкие по своим декоративным качествам формы могут отличаться по другим показателям (зимостойкости, стойкости к болезням и вредителям, ветроломкости, экологическим требованиями и т.п.). Однако нередко бывают  описаны  и  формы-близнецы,  действительно неотличимые друг от друга.

## Природное значение
Листьями и веточками клёна сахарного в дикой природе питаются белохвостые олени (Odocoileus virginianus), лоси (Alces alces) и американские беляки (Lepus americanus). В Новой Шотландии и Нью-Брансуике в зимнее время они являются основным продуктом питания для оленей и зайцев. Белка обыкновенная (Sciurus vulgaris), белка серая каролинская (Sciurus carolinensis) и летяги (Petauristinae) питаются семенами, почками, веточками и листьями этого клёна. Кору дерева едят дикобразы.
Многочисленные певчие птицы часто устраивают свои гнёзда на этих деревьях. В дуплах клёна гнездится черношапочная гаичка (Parus atricapillus). Также на дереве можно увидеть гнёзда совок (Otus), хохлатого дятла (Dryocopus pileatus) и золотого шилоклювого дятла (Colaptes auratus).

## Использование
Древесина клёна сахарного прочная, твёрдая и тяжёлая. Используется для изготовления мебели, облицовки, паркета и однослойной фанеры. Из неё также изготавливают оружейные приклады, дверные ручки, фанерные матрицы, кегли для боулинга и музыкальные инструменты.
Клён сахарный обширно используется для изготовления кленового сиропа. Дерево надрезают и собирают сок, который затем варят и производят кленовый сироп, сахар или сладости. Индустрия кленового сиропа в 1989 году принесла более 100 млн долларов прибыли.
Клён сахарный часто высаживают в качестве декоративных растений в парках и вдоль дорог. Иногда посадки клёна создают лесозащитную полосу вдоль дорог от ветра и снега.
Недостатками этого дерева называют его восприимчивость к сильному ветру, ледяному дождю и зимним морозам. Антигололёдная соль часто повреждает клёны, растущие вдоль трасс.